# Professionshøjskolen University College Vest
Professionshøjskolen University College Vest var en dansk professionshøjskole, der blev etableret 1. januar 2008 i Esbjerg. Tidligere hed institutionen CVU Vest. University College Vest havde 3.000 studerende og beskæftigede 350 ansatte. 
I januar 2010 blev UC Vest fusioneret med University College Syd. 
|  | Denne artikel om en bygning eller et bygningsværk kan blive bedre, hvis der indsættes et (bedre) billede. Du kan hjælpe ved at afsøge Wikimedia Commons for et passende billede eller lægge et op på Wikimedia Commons med en af de tilladte licenser og indsætte det i artiklen. |

55°29′N 8°29′Ø / 55.48°N 8.49°Ø